# Sept Laux (lacs)
Pour les articles homonymes, voir Les Sept Laux.
Les Sept Laux sont un ensemble de lacs de France situés en Isère, dans la chaîne de Belledonne, à environ 2 150 mètres d'altitude. Ils occupent une série de cuvettes dans une vallée suspendue au cœur du massif des Sept Laux, de part et d'autre du col des Sept Laux, entre la vallée du Haut Bréda au nord et l'Oisans au sud. Ils sont accessibles par plusieurs sentiers de randonnée dont le sentier de grande randonnée 738 et les sentiers de randonnée de pays Tour des Lacs des Sept Laux et Tour du Pays d'Allevard. Au nombre de plusieurs dizaines de tailles variables mais dont seuls treize possèdent un hydronyme, ils sont dominés par le pic de la Belle Étoile, la Pyramide ou encore le rocher Blanc qui frôlent les 3 000 mètres d'altitude.
D'origine glaciaire, les plus grands sont alignés dans le fond de la vallée, ce qui en fait des lacs à chapelet.
Les lacs avec hydronymes sont, du nord au sud :
- le lac de l'Île ;
- le lac Noir ;
- le lac de la Motte ;
- le lac Carré ;
- le lac Cottepens, le plus grand ;
- le lac de la Ratoune ;
- le lac Blanc ;
- le lac de la Belle Étoile ;
- le lac du Cos ;
- le lac Jeplan ;
- le lac de l'Agnelin ;
- le lac de la Corne ;
- le lac de la Sagne.